# Pacific Racing
La Pacific Racing è stata una scuderia britannica di Formula 1 fondata da Keith Wiggins. Dopo una lunga gavetta nelle formule inferiori, il team ha partecipato a due stagioni di Formula 1, correndo 22 Gran Premi senza mai raggiungere i punti.

## Storia

### Le origini

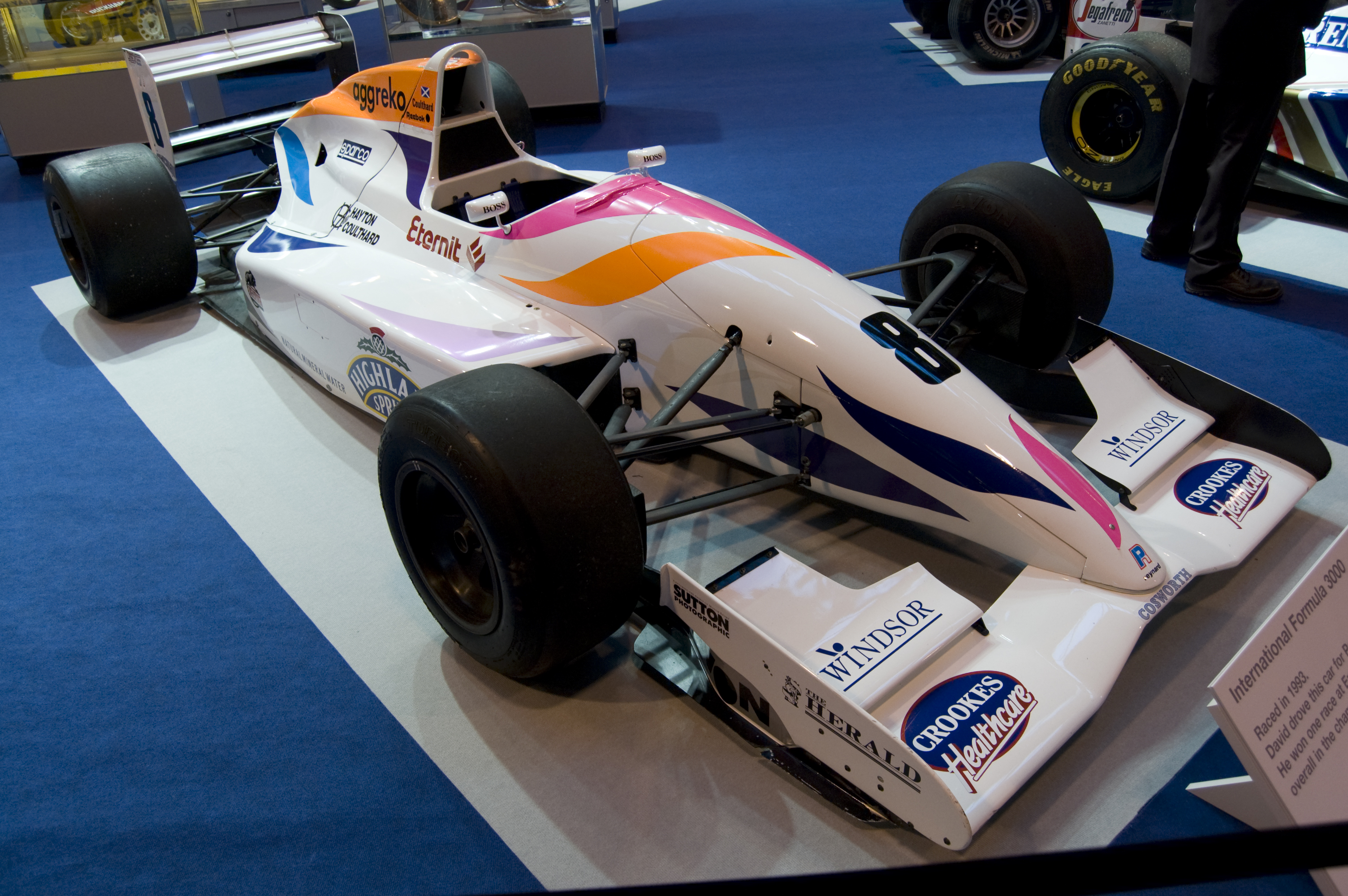
La Pacific Racing di David Coulthard, che gli permise di giungere al 2º posto nel campionato F3000 del 1993.

Fondata da un ex meccanico nel 1984, esordì nel campionato Europeo della Formula Ford, col pilota norvegese Harald Huysman e lo sponsor Marlboro. Huysman fu capace di vincere sia il titolo continentale che quello del Benelux. Su consiglio di Huysman, la Pacific iscrisse Bertrand Gachot al campionato britannico di Formula Ford con una Reynard nel 1985. L'anno seguente, Gachot, che faceva parte del Marlboro World Championship team, vinse il titolo del Pacifico della Formula Ford 2000. La Marlboro continuò a sponsorizzare il team di Wiggins in F2000 nel 1987, nel quale venne rivinto il titolo britannico grazie a JJ Lehto.
Nel 1988 la Pacific si schierò nel Campionato britannico di Formula 3 sempre con Lehto al volante di un telaio Reynard; il pilota finlandese vinse il titolo. Wiggins decise perciò di passare alla più impegnativa Formula 3000, ancora in collaborazione con la Reynard e la Marlboro. Tuttavia la stagione dei suoi piloti Lehto e Eddie Irvine non fu soddisfacente tanto che lo sponsor tabaccaio preferì passare al team rivale DAMS nel 1990. La scuderia seppe rifarsi nel 1991 permettendo a Christian Fittipaldi di vincere il titolo nella F3000 e nel 1993, quando Coulthard si piazzò in seconda posizione nel campionato.

### Formula 1

#### 1994

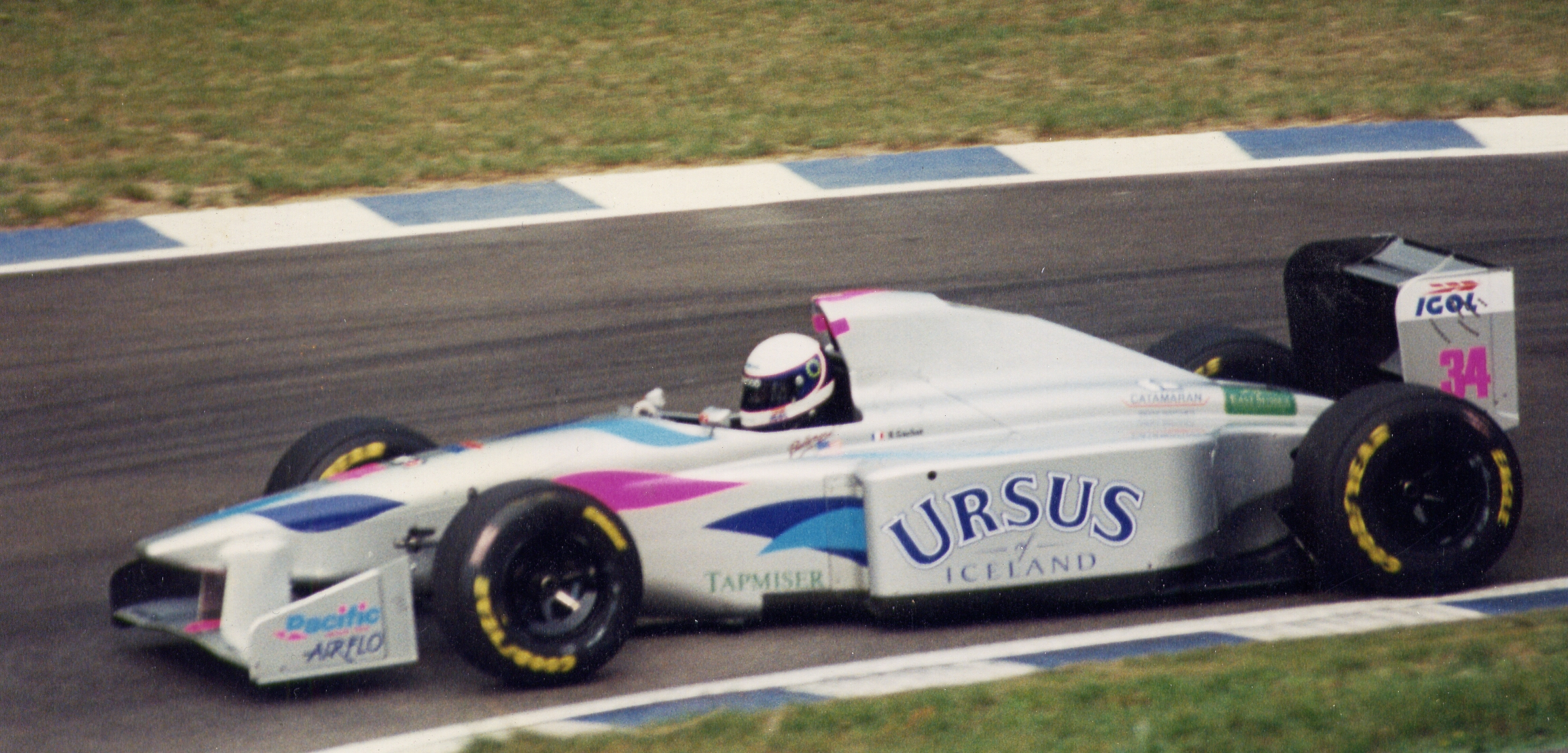
Bertrand Gachot alla guida della Pacific PR01 nel GP di Germania 1994, dove non riuscirà a qualificarsi.

Già nel 1993 Wiggins aveva cominciato ad organizzare il passaggio alla Formula 1, accordandosi con la Reynard per la costruzione di un telaio basato su un precedente tentativo della casa inglese di entrare in F1, e con la Ilmor per la fornitura dei motori V10 utilizzati dalla March nel 1992. Problemi di budget costrinsero tuttavia a differire l'esordio di un anno.
Furono ingaggiati come piloti Bertrand Gachot e il pay driver Paul Belmondo. Nei test invernali la vettura, siglata PR01, si dimostrò lenta e inaffidabile, anche rispetto alla monoposto schierata dall'altra scuderia esordiente quell'anno, la Simtek. Questi difetti furono confermati nella prima gara della stagione, il Gran Premio del Brasile, nel quale il solo Gachot riuscì a qualificarsi, ritirandosi dopo un giro per incidente.
Nelle gare seguenti la Pacific riuscì raramente a portare le proprie vetture sulla griglia di partenza, spesso solo quando le altre scuderie non schieravano entrambe le vetture, come nei drammatici gran premi di San Marino (dove Rubens Barrichello, infortunatosi nelle prove del venerdì, aveva dovuto dare forfait), Monaco (dove Williams e Simtek non schierarono un secondo pilota, e la Sauber si ritirò in seguito al grave incidente occorso in qualifica a Wendlinger) e Spagna (dove Montermini, alla guida della Simtek, si infortunò durante le qualifiche). Anche in Canada Gachot poté prendere parte alla gara grazie all'assenza di una Simtek; tuttavia, né lui né Belmondo riuscirono mai a vedere la bandiera a scacchi, e dal Gran Premio di Francia in poi nessuno dei due fu in grado di qualificarsi, nonostante i tentativi della squadra di migliorare le prestazioni della vettura.

#### 1995

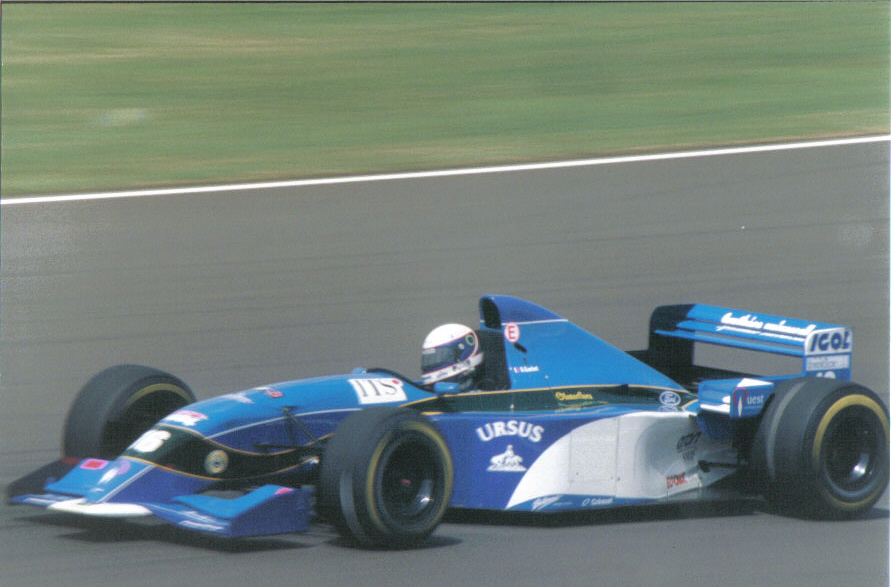
Gachot alla guida della Pacific PR02 nel GP di Gran Bretagna 1995, dove giungerà 12º e ultimo.

Nel 1995 Wiggins incorporò nella Pacific le strutture del Team Lotus, fallito l'anno precedente: la squadra assunse la denominazione ufficiale di Pacific Team Lotus, e nella livrea delle vetture fu inserita una fascia oro-verde col marchio della storica casa inglese.
La nuova monoposto, siglata PR02, fu equipaggiata con dei V8 forniti dalla Ford Cosworth e affidata a Gachot e Montermini. Tale macchina si rivelò leggermente più competitiva di quella della stagione precedente; ciò, unito alla presenza di sole 26 vetture in griglia, garantì al team la qualifica in ogni Gran Premio. Tuttavia, la scuderia cominciò ad avere problemi economici sempre più pressanti, tanto che Gachot, che nel frattempo aveva anche acquistato delle quote del team, fu costretto a cedere il proprio posto a piloti paganti come Giovanni Lavaggi e Jean-Denis Délétraz. I migliori risultati in gara furono due ottavi posti, conquistati da Montermini in Germania e da Gachot in Australia.

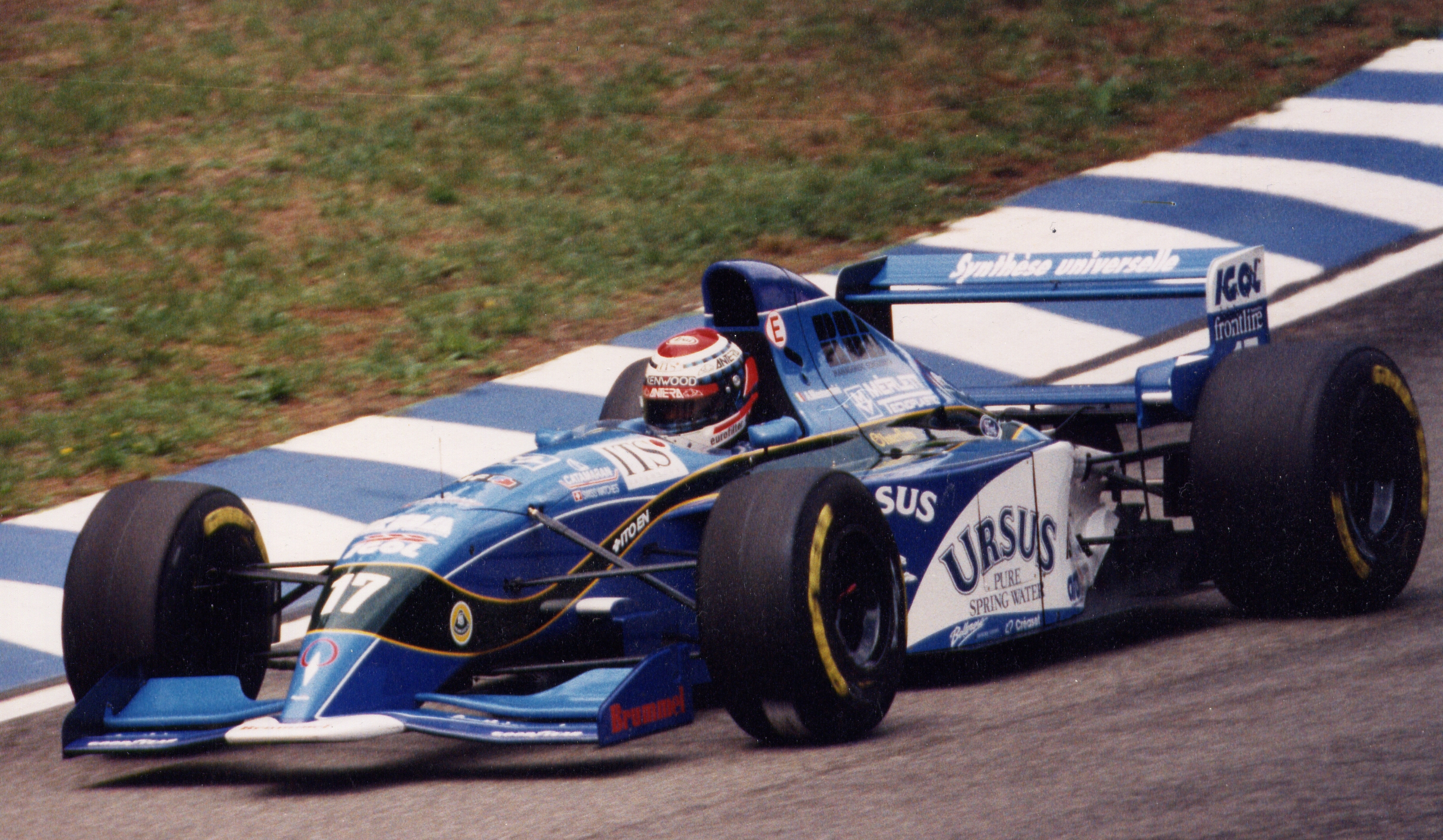
Andrea Montermini alla guida della Pacific PR02 nel GP di Germania 1995, dove giungerà 8º cogliendo il migliore piazzamento nella storia del team.

A fine anno, Wiggins decise di ritirarsi dalla Formula 1, a causa delle pesanti perdite economiche e dell'introduzione, a partire dalla stagione seguente, della regola del 107% (che prevedeva che, per qualificarsi, i piloti dovessero far segnare un tempo al massimo pari al 107% di quello ottenuto dal più veloce): se infatti questa regola fosse stata applicata già nel 1995, le modeste PR02 sarebbero riuscite a prendere il via solo 4 volte su 34 partecipazioni (17+17).

### Dopo la F1
Al termine della stagione 1995 il team decise l'abbandono della massima formula e decise di ritornare alla Formula 3000, schierando i piloti Olivier Tichy e Marc Gené. Gené lasciò il team dopo un incidente a Pau, così che Tichy continuò da solo fino all'abbandono del team a metà stagione. Nel 1997 Wiggins partecipò alla 24 Ore di Le Mans con telaio BRM denominato P301 motorizzato dalla Nissan. A causa del susseguirsi di scarsi risultati, Wiggins chiuse l'attività nel 1998.
Wiggins andò quindi alla Lola e aiutò il costruttore nell'avventura nella Champ Car. Grazie a un accordo con lo sponsor Herdez nel 2000 acquistò la Bettenhausen Motorsports, ridenominata HVM Racing, che corre tuttora. Nel 2006, Paul Stoddart, il vecchio patron della Minardi, acquisì una quota del team per ribattezzarlo Minardi Team USA.

## Risultati completi in Formula 1
| Anno | Vettura | Motore      | Gomme | Piloti   |     |    |     |     |     |     |    |    |    |    |    |    |    |    |    |    |  | Punti | Pos. |
| ---- | ------- | ----------- | ----- | -------- | --- | -- | --- | --- | --- | --- | -- | -- | -- | -- | -- | -- | -- | -- | -- | -- |  | ----- | ---- |
| 1994 | PR01    | Ilmor 2175A | G     | Belmondo | NQ  | NQ | NQ  | Rit | Rit | NQ  | NQ | NQ | NQ | NQ | NQ | NQ | NQ | NQ | NQ | NQ |  | 0     | -    |
| 1994 | PR01    | Ilmor 2175A | G     | Gachot   | Rit | NQ | Rit | Rit | Rit | Rit | NQ | NQ | NQ | NQ | NQ | NQ | NQ | NQ | NQ | NQ |  | 0     | -    |

| Anno | Vettura | Motore   | Gomme | Piloti     |     |     |     |     |     |     |     |     |     |     |     |     |     |     |     |     |     | Punti | Pos. |
| ---- | ------- | -------- | ----- | ---------- | --- | --- | --- | --- | --- | --- | --- | --- | --- | --- | --- | --- | --- | --- | --- | --- | --- | ----- | ---- |
| 1995 | PR02    | Ford EDC | G     | Gachot     | Rit | Rit | Rit | Rit | Rit | Rit | Rit | 12  |     |     |     |     |     |     | Rit | Rit | 8   | 0     | 12º  |
| 1995 | PR02    | Ford EDC | G     | Lavaggi    |     |     |     |     |     |     |     |     | Rit | Rit | Rit | Rit |     |     |     |     |     | 0     | 12º  |
| 1995 | PR02    | Ford EDC | G     | Délétraz   |     |     |     |     |     |     |     |     |     |     |     |     | Rit | 15  |     |     |     | 0     | 12º  |
| 1995 | PR02    | Ford EDC | G     | Montermini | 9   | Rit | Rit | NP  | SQ  | Rit | NC  | Rit | 8   | 12  | Rit | Rit | Rit | Rit | Rit | Rit | Rit | 0     | 12º  |

| Legenda | 1º posto     | 2º posto | 3º posto    | A punti         | Senza punti/Non class.  | Grassetto – Pole position Corsivo – Giro più veloce |
| Legenda | Squalificato | Ritirato | Non partito | Non qualificato | Solo prove/Terzo pilota | Grassetto – Pole position Corsivo – Giro più veloce |

## Principali piloti
- Andrea Montermini (1995): 16 GP
- Bertrand Gachot (1994-1995): 16 GP
- Giovanni Lavaggi (1995): 4 GP
- Jean-Denis Délétraz (1995): 2 GP
- Paul Belmondo (1994): 2 GP